# Contrabando y traición
Contrabando y traición (in italiano Contrabbando e tradimento), anche chiamata Camelia, la texana, è una canzone messicana, il cui testo fu scritto da Ángel González nel 1972. La canzone divenne popolare dopo essere stata cantata dai Los Tigres del Norte e inclusa nel loro album omonimo nel 1973. Questa canzone in particolare è vista come responsabile della conseguente popolarità del narcocorrido e il rilancio dello stesso corrido in Messico.

## Testo
Secondo l'autore Ángel González, la storia della canzone è fittizia,  nonostante includa nomi reali di persone coinvolte nel narcotraffico. La storia narra di una romantica coppia di narcotrafficanti - Emilio Varela e Camelia la Texana - che trasportano diversi chili di marijuana nascosti nelle gomme delle loro automobili da Tijuana a Los Angeles. Dopo il pagamento per la consegna, Emilio racconta a Camelia che la lascerà per il suo vero amore e si trasferirà a San Francisco. Camelia si sente tradita, quindi spara ad Emilio sette proiettili e prende tutti i soldi. La storia quindi non parla solo di narcotraffico ma anche di amore e lealtà.

## Adattamenti
Nel 1975, Ángel González inoltre scrisse la canzone Ya encontraron a Camelia (in italiano Incontrarono già Camelia), legata a Contrabando y traición e anch'essa registrata dai Los Tigres del Norte e inclusa nel loro album del 1975 La Banda del Carro Rojo.
Il film del 1975 Contrabando y traición: Camelia la texana venne girato da Arturo Martínez, il quale adattò il copione alla storia della canzone. Tra gli attori figuravano Valentín Trujillo Gazcón e Ana Luisa Peluffo. Nel 1976, Arturo Martínez girò un sequel, Mataron a Camelia la texana (in italiano Uccisero Camelia la texana), con ancora Ana Luisa Peluffo.
Nel 2002, lo scrittore spagnolo Arturo Pérez-Reverte pubblicò il romanzo La Reina del Sur. L'autore dichiarò di aver trascritto la storia di Camelia la texana, la quale affrontava diverse avventure con il nome di Teresa Mendoza, ma con lo stesso spirito ribelle e deluso.
(Arturo Pérez-Reverte, 2002)
I Los Tigres del Norte conseguentemente composero e registrarono la canzone La Reina del Sur nel 2002. Questo corrido riassume in poche stanze il romanzo di Pérez-Reverte, dal quale venne anche prodotta una telenovela omonima nel 2011.
La compositrice messicana Gabriela Ortiz utilizzò la storia di Camelia ed Emilio per realizzare un'opera dal titolo Únicamente la verdad. La prima dell'opera avvenne a Bloomington nel 2008. Venne anche presentata a Città del Messico nel 2010 e a Long Beach nel 2013.
Nel 2014, Telemundo iniziò a trasmettere la telenovela Camelia la texana con Sara Maldonado come protagonista.

## Cover
Oltre alla versione dei Los Tigres del Norte, la canzone è stata anche interpretata da Ramon Ayala, i Los Aduanales, i Los Renegados, i Los Allegros de Teran, La Lupita e Julieta Venegas.